# Hogna brunnea
Hogna brunnea este o specie de păianjeni din genul Hogna, familia Lycosidae. A fost descrisă pentru prima dată de Bösenberg, 1895.
Este endemică în Insulele Canare. Conform Catalogue of Life specia Hogna brunnea nu are subspecii cunoscute.